# Troels G. Jørgensen
Troels Georg Jørgensen (22. februar 1874 på Frederiksberg – 23. december 1970) var en dansk jurist, højesteretsdommer og retshistoriker, bror til Erik Erstad-Jørgensen.
Troels G. Jørgensen var søn af historikeren A.D. Jørgensen, blev student fra Schneekloths Skole 1891 og blev cand. jur. i 1897. Han vandt Københavns Universitets guldmedalje i 1902 og blev dr. jur. i 1905 på afhandlingen Erstatning for Ejendomsafstaaelse. Jørgensen var ansat på retsbetjentkontorer 1897-1900 og tjenstgørende i Kultus- og Indenrigsministeriet samt på studierejse 1900-05. I 1905 blev han auditør og amtsfuldmægtig i Aalborg. Efter i 1919 at være blevet udnævnt til landsdommer i Viborg, blev han højesteretsdommer i 1925 og var denne rets præsident i perioden 1936-1944.
Hans udtalelser som højesteretsdommer under besættelsen i en artikel angående kommunistloven fra 1941 var kontroversielle, idet han mente at denne ikke stred imod Grundloven. Hans kolleger i højesteret skrev et protestbrev til Christian 10. i 1943. Det følgende år trak Jørgensen sig fra sit embede pga. alder. Efter krigen blev han stærkt kritiseret i den juridiske litteratur, og han blev ekskluderet fra Dommerforeningen.
Troels G. Jørgensen vedblev at forsvare sit standpunkt i de efterfølgende skrifter 18 Aar af Højesterets Historie (1947), I Justitias Tjeneste (1954) og Mit Forfatterskab (1962). Heri mener han kun at have handlet i Danmarks interesse og udelukkende havde forsøgt at bevare retsplejen under dansk kontrol, så længe tyskerne havde besat Danmark.
Foruden adskillige værker om sin fader og hans historiske værker, A.D. Jørgensen, skildret af en Søn i Sønderjydske Årbøger (1953), A.D. Jørgensen og 1864 (1964) og En familieskildring. A. D. Jørgensen som stamfader i 70 året efter hans død (1967), har Troels G. Jørgensen fortrinsvis beskæftiget sig med højesterets historie, bl.a. Danmark-Norges Højesteret 1790—1814 (1930) og Højesteret fra Grundloven til Retsreformen (1951) foruden personalhistoriske skrifter om danske jurister, som f.eks. artiklerne om A.F. Krieger, Christian Colbjørnsen og A.S. Ørsted og bøgerne A. F. Krieger som jurist (1923), A.F. Krieger – Juristen – Politikeren — Borgeren (1956) og Andreas Hojer (1961). Desuden var han redaktør på A.S. Ørsteds Skrifter i udvalg (1930-36).
Han blev i 1937 medlem af Det kongelige danske Selskab for Fædrelandets Historie. Han var Storkors af Dannebrogordenen, Dannebrogsmand, formand for værgerådet i Aalborg 1910-14, for huslejenævnet sammesteds 1917-18, for overnævnet i Aalborg 1918-19; formand i nævningeret 1920-25; formand for udvalgene af 1929 og 1936 ang. sagførervæsenets ordning til 1937; formandssuppleant i Voldgiftsret for statstjenestemænd 1931-36; medlem af Retsplejeudvalget 1927-43; formand 1933-43; medlem af Overfredningsnævnet 1928-36; censor ved universitetets juridiske eksaminer 1930-36; formand i bestyrelsen for Kong Christian den Tiendes Fond 1940-44, for Det Anders Sandøe Ørstedske Prismedalje-Legat 1933-51 og for Reinholdt W. Jorck og Hustrus Fond 1939-44
Han var gift 1. gang (21. december 1905) med Emmy Haagendal (død 1909), datter af grosserer Rudolph Haagendal (tidl. Meyer) (død 1934) og hustru Betty f. Schmidt (død 1936); 2. gang (27. august 1911) med Doris Margarethe Gerlach, f. 21. maj, datter af generalmajor A.W. Gerlach og hustru Francisca f. Blaunfeldt. Han var far til landsarkivar og historiker Harald Jørgensen (1907-2009).